# Hård af Segerstad

Wappenschild der Hård af Segerstads

Hård af Segerstad ist der Name des viertältesten noch existierenden Adelsgeschlechts Schwedens.

## Geschichte
Die Hård stammen aus der schwedischen Provinz Småland, wo sie seit dem 15. Jahrhundert urkundlich erwähnt sind. Die gesicherte Stammreihe beginnt mit Olof Pedersson († 1501) auf Böjeryd im Kirchspiel Gryteryds. Unter seinen Söhnen, den Knappen Peder und Bengt, teilt sich die Familie in zwei Hauptlinien. Im Jahre 1625 wurde das Geschlecht im Ritterhaus eingeschrieben (Nr. 17). Zur Unterscheidung von den Hård af Torestorp, die eine Seitenlinie der Hård bilden (Nr. 60), nannte sich die Hauptlinie Hård af Segerstad.
Der königlich schwedische Generalmajor der Kavallerie und spätere General der Kavallerie und Rat Carl Gustaf Hård (* 1674; † 1774) wurde im Jahre 1710 von König Karl XII. in den Freiherrenstand erhoben und 1719 im Ritterhaus eingeführt (Nr. 121). 1731 erhielt er in Stockholm von König Friedrich I. ein Grafendiplom (Nr. 78).
Das Geschlecht breitete sich auch nach Finnland und den Vereinigten Staaten aus.

### Preußische Linie
Der Sohn des obigen Grafen Hård, Graf Johan Ludvig Hård af Segerstad (* 1719; † 1798), diente unter dem verdeutschten Namen Johann Ludwig von Hordt, nachdem er zunächst in schwedischen und holländischen Militärdiensten gestanden hatte, 1756 in der preußischen Armee unter Friedrich dem Großen und wurde 1776 als Generalleutnant zum Gouverneur der Zitadelle Spandau ernannt. Er vermählte sich 1748 mit Ulrika Juliana Henriette von Wachtmeister (* 1722; † 1776), ein zweites Mal im Jahre 1781 mit Gräfin Sophia Dorothea von Podewils (* 1734; † 1802). Aus erster Ehe hatte er drei Töchter und zwei Söhne. Graf Karl Ludwig von Hordt (* 1749) stand als königlich preußischer Sekondeleutnant im Infanterieregiment Nr. 24, sein jüngerer Bruder Graf Adolf Friedrich von Hordt (* 1753; † 1805) beschloss als königlich preußischer Major im Füsilierbataillon v. Stutterheim Nr. 21 in der 2. Ostpreußischen Füsilierbrigade die preußische Linie bereits wieder.

## Wappen
Das Stammwappen ist ab etwa 1500 belegt, es zeigt in Gold einen nach vorn blickenden roten Stierkopf. Die Hård af Torestorp führen abweichend über dem Stierkopf eine blaue Lilie.

## Angehörige
- Carl-Gustav Hårdh (1674–1774), schwedischer Generalmajor und Reichsrat
- Graf Johann Ludwig von Hordt (1719–1798), königlich-preußischer Generalleutnant und Gouverneur der Zitadelle Spandau
- Carl Hård af Segerstad (1768–1840), General, Regimentskommandeur in der Schlacht von Leipzig. Kunstpatron der Universität Uppsala
- Karl Hård af Segerstad (1873–1931), Stadtsarchitekt in Helsinki, Finnland
- Axel Hård af Segerstad (1918–1996), schwedischer Infanterioffizier im finnischen Dienst im Zweiten Weltkrieg
- Ulf Hård af Segerstad (1915–2006), Prof. Dr (h.c), Schriftsteller, Kunsthistoriker